# DV Borgloon
DV Borgloon est un club de football féminin belge, situé à Looz (en néerlandais : Borgloon) dans la province de Limbourg. Il cesse ses activités en 2010.

## Histoire
Au total, le club limbourgeois dispute 14 saisons en D1. Il effectue  sa 1re apparition en 1976-1977, est relégué en 1986-1987, et reste 3 saisons au 2e niveau. 
Retour ensuite en D1 pour deux saisons, puis une longue pause en D2 pendant une douzaine d'années, et enfin un bref retour au plus haut niveau. Le DV Borgloon va ensuite péricliter, jusqu'à cesser ses activités au tournant des années 2010.

## Palmarès
- Vice-champion D2 en 1990 et en 2004